# ルフトハンザ・エアポート・エクスプレス
ルフトハンザ・エアポート・エクスプレス（Lufthansa Airport Express）は、ドイツのフランクフルト空港とデュッセルドルフ、シュトゥットガルトを結んでいた列車である。ルフトハンザドイツ航空の航空便扱いで1982年から1993年まで運行されていた。

## 歴史

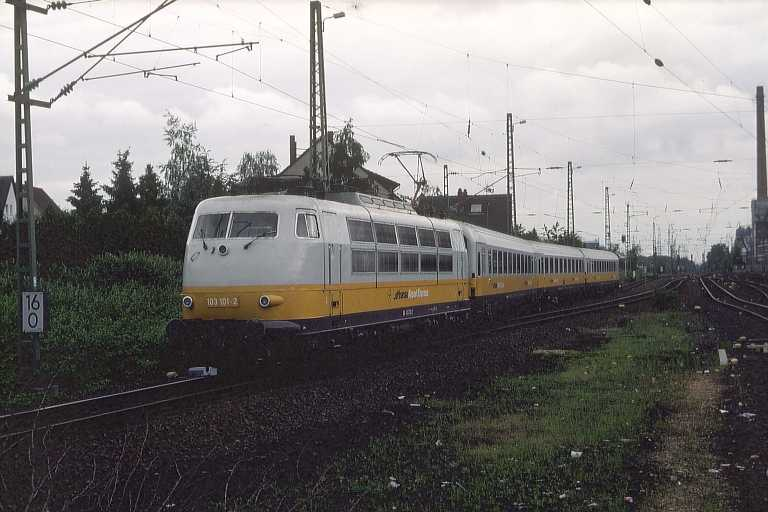
103形機関車

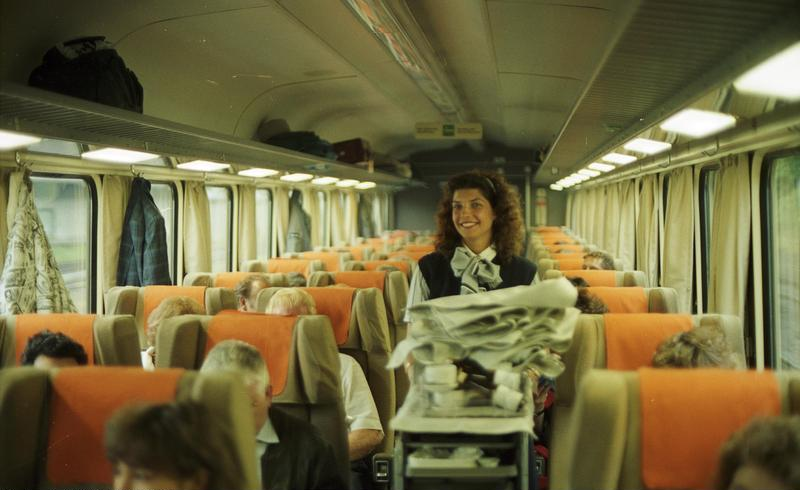
「ルフトハンザ・エアポートエクスプレス」運用時の403形電車の車内。ルフトハンザの客室乗務員がサービスを行っていた。

ルフトハンザドイツ航空（ルフトハンザ）のハブ空港として機能するフランクフルト空港とデュッセルドルフ空港の両空港間の距離は、約200kmと飛行機では短距離であり、旅客数の割に採算が取りにくい状況にあった。これを解決するため、ルフトハンザがドイツ連邦鉄道（DB）の列車を貸し切り、発着容量が限界にあったフランクフルト空港からの短距離航空便を代替することとなった。この画期的な試みは世界の航空業界や鉄道業界で話題となり、鉄道と航空の連携のモデルケースとして注目を集めた。
1982年、フランクフルト空港駅 - デュッセルドルフ中央駅間で403形電車を使用した「ルフトハンザ・エアポート・エクスプレス」の運行を開始した。1日4往復が設定され、途中ボン（当時の西ドイツの首都）やケルンにも停車し、両都市間を約2時間半で結んだ。翌年にはデュッセルドルフ国際空港まで運転区間が延長されている。この列車はライン川左岸線を経由するため、風光明媚なライン川西岸の古城風景やローレライなど、航空便にはない眺望を楽しめることとなった。
列車の運転はDBの乗務員が担当するが、車内の接客サービスはルフトハンザの客室乗務員による航空便と同等のサービスが提供された。列車には航空便名を付与すると同時に列車種別は全車一等車のTEEとして扱われた。一般の列車の時刻表には掲載されず、乗車の際にはルフトハンザの航空便として航空券を取得する必要があり、通常の鉄道の乗車券では利用できない。
1990年にはフランクフルト  - シュトゥットガルト間でも運行を開始し、この系統では機関車牽引の客車列車による運行となった。
利用は好調であったが、403形電車の老朽化などを理由に1993年をもって運転を終了した。廃止後もルフトハンザ航空はフランクフルト - シュトットガルト間のICEの列車の一部座席で「AIRRailサービス」を行っている。また、2022年にはドイツ鉄道が「インターモーダルパートナー」としてルフトハンザ航空が加盟するスターアライアンスへ加盟し、連携を強化している。

## 車両
デュッセルドルフ方面では、インターシティー用の電車として登場したが1979年より団体用のみで用いていた403形を用いた。1990年運行開始のシュトゥットガルト方面では機関車牽引の客車列車となり、牽引機は当初は111形を使用、翌1991年に高速新線経由となり103形に置き換わっている。
塗装はいずれもルフトハンザのイメージカラーである黄色が塗られた。